# Vincenzo Maenza
Vincenzo Maenza (n. 2 mai 1962, Imola, Emilia-Romagna, Italia) este un luptător ce a reprezentat Italia, medaliat olimpic. A participat la 4 ediții ale Jocurilor Olimpice (1980, 1984, 1988, 1992) în care a câștigat două medalii de aur și o medalie de argint.